# Dendrophthoe memecylifolia
Dendrophthoe memecylifolia är en tvåhjärtbladig växtart som beskrevs av Danser. Dendrophthoe memecylifolia ingår i släktet Dendrophthoe och familjen Loranthaceae. Inga underarter finns listade i Catalogue of Life.